# Olivia Lewis
Olivia Lewis est une chanteuse maltaise née le 18 octobre 1978 à Qormi.
Elle a participé à 11 reprises consécutives aux éliminatoires nationaux pour le Concours Eurovision de la chanson.  Elle a remporté l’édition nationale le 3 février 2007 avec la chanson Vertigo mais a été éliminée lors de la demi-finale, terminant 25e sur 28.